# Europastudier
Europastudier (European Studies, Europastudien) är ett tvärvetenskapligt akademiskt ämne som vill förstå och analysera Europa. Fokus läggs på politiska, ekonomiska, kulturella och sociala aspekter, och Europa studeras med utgångspunkt i samtida frågor såväl som historiskt. Det globala perspektivet är likaså väsentligt.
Europastudier utgör såväl ett forskningsfält som program på både
kandidat- och mastersnivå (Bachelor respektive Master). Typiskt är att olika traditionella vetenskapliga discipliner kombineras i syfte att återge olika, differentierade verkligheter i Europa (statsvetenskap, sociologi, historia, nationalekonomi, områdesstudier, språk).
Studenter som genomgått program i Europastudier arbetar inom en rad olika områden. Typiska arbetsfält är Europeiska unionens institutioner, statliga och icke-statliga organisationer (NGO), multinationella företag, medieföretag. Vanligt är också att man arbetar som konsult i olika frågor, samt fortsätter med doktorandstudier.
Europastudier erbjuds på åtskilliga universitet och högskolor i Sverige, till exempel på Linnéuniversitetet